# 埃琳·格默尔
埃琳·格默尔（Erin Gemmell，2004年12月2日—），美国女子游泳运动员，2022年世界短池游泳锦标赛女子4×50米自由泳接力金牌得主、女子4×100米自由泳接力银牌得主和女子4×200米自由泳接力铜牌得主、2023年世界游泳锦标赛女子4×200米自由泳接力银牌得主。